# Езекия бен Давид
Езекия Гаон или Езекия бен Давид ( ивр. חזקיה בן דוד‎ ) был последним гаоном Талмудической академии в Пумбедите в 1038–1040 годах.
Езекия бен Давид был относился к семье  Эксилархов.  По разным мнениям Езекия был внуком или правнуком гаона Давида бен Закая.
Езекия был избран на должность главы академии после смерти Хай Гаона, но вследствие доноса он был заключён в тюрьму правителями из династии Буидов. Дальнейшая судьба Езекии достоверно неизвестна. Согласно ряду источников он был подвергнут пыткам и впоследствии умер в тюрьме. Другие источники упоминают, что он был отпущен на волю стал главой академии, и упоминается как таковой современником в 1046 году . Трое сыновей Езекии после его заключения в тюрьму бежали на Пиренейский полуостров, где они нашли дом у Иехосефа ха-Нагида, сына Шмуэля ха-Нагида.
Смерть Езекии положила конец линии Гаонов, начавшейся четырьмя столетиями ранее (см. Ханан Искийский), а вместе с ней и Академии Пумбедита. Испанский поэт Хийя ад-Дауди (ум. 1154), предок рода Ибн Яхьи, происходил от Давида бен Езекии, бежавшего от буйидов вместе со своим братом. Кроме того, Йеуда бен Барзилай и Авраам бар Хийя, два выдающихся мыслителя Барселоны первой половины XII века, считались потомками Езекии.